# 白仁傑
白仁傑（1497年—1579年9月29日），字士偉，號休菴，本貫水原，漢城府出身，朝鮮王朝中期的文臣和士林派政客，性理學者，作家。初諡號忠肅，后改諡文敬。靜庵趙光祖，金湜，慕齋金安國的門人和學問的·思想的繼承者同畿湖學派人物。栗谷李珥、牛溪成渾的老師。

## 其他
他的門人爲西人黨的昌黨主歷同他的學文傳受系承爲西人畿湖學派。